# پژواک‌های سکوت
پژواک‌های سکوت (انگلیسی: Echoes of Silence) سومین میکس‌تیپ از خواننده و ترانه‌پرداز کانادایی د ویکند است که در ۲۱ دسامبر ۲۰۱۱ توسط ایکس‌او منتشر شد. د ویکند مانند دو میکس‌تیپ قبلی‌اش، خانه بادکنک‌ها و پنجشنبه، با موسیقی‌دان ایلانجلو همکاری کرده که بخش زیادی از تولید این پروژه را انجام داده است. همچنین این میکس‌تیپ شامل همکاری‌های جدید با تهیه‌کنندگان کلمز کازینو و دراپ‌اکس‌لایف است و یک اینترلود سخن‌گویی از رپر جوسی جی دارد. از نظر محتوای ترانه‌ها، پژواک‌های سکوت به موضوعات مشابه آثار قبلی د ویکند پرداخته و به تجربیات او در مورد مواد مخدر و عشق می‌پردازد. پیش از انتشار این پروژه، تک‌آهنگ تبلیغاتی «پذیرش» در ۱۰ اکتبر ۲۰۱۱ منتشر شد.